# Африканские белозубки
Африканские белозубки (лат. Myosoricinae) — согласно современной таксономии одно из подсемейств млекопитающих семейства землеройковых. Таким образом, они образуют одно из трёх подсемейств землероек, два других — белозубочьи (Crocidurinae) и бурозубочьи (Soricinae). Оно единственное из трёх, чьи представители обитают исключительно к югу от пустыни Сахара. 
База данных Американского общества маммологов (ASM Mammal Diversity Database) признаёт три рода и 25 видов африканских белозубок:
- Род Congosorex
  - Congosorex phillipsorum
  - Заирская белозубка (Congosorex polli)
  - Congosorex verheyeni
- Род Myosorex — Мышевидные белозубки
  - Мышевидная белозубка Бабюльта (Myosorex babaulti)
  - Угандская мышевидная белозубка (Myosorex blarina)
  - Myosorex bururiensis
  - Темнолапая мышевидная белозубка (Myosorex cafer)
  - Мышевидная белозубка Эйзентраута (Myosorex eisentrauti)
  - Танзанийская мышевидная белозубка (Myosorex geata)
  - Myosorex gnoskei
  - Myosorex jejei
  - Myosorex kabogoensis
  - Myosorex kihaulei
  - Длиннохвостая мышевидная белозубка (Myosorex longicaudatus)
  - Myosorex meesteri
  - Бамендская мышевидная белозубка (Myosorex okuensis)
  - Рампийская мышевидная белозубка (Myosorex rumpii)
  - Белозубка Шаллера (Myosorex schalleri)
  - Белозубка Склатера (Myosorex sclateri)
  - Малая мышевидная белозубка (Myosorex tenuis)
  - Лесная мышевидная белозубка (Myosorex varius)
  - Myosorex zinki
- Род Surdisorex — Кенийские землеройки
  - Абердарская землеройка (Surdisorex norae)
  - Кенийская землеройка (Surdisorex polulus)
  - Surdisorex schlitteri